# Майкл Джонсон
Майкл Две́йн Джо́нсон (англ. Michael Duane Johnson, нар. 13 вересня 1967, Даллас) —  американський легкоатлет, спринтер. Спеціалізувався в бігу на 200 та 400 метрів. Чотириразовий олімпійський чемпіон і дев'ятиразовий чемпіон світу. Володар світового рекорду в бігу на 400 метрів.

## Біографія
Майкл народився і почав займатися легкою атлетикою в Далласі (США). На Олімпіаду 1988 року в Сеулі він не потрапив, бо не пройшов відбір через травму. Але в 1991 році він став чемпіоном світу в Токіо в бігу на 200 метрів і до Олімпіади в Барселоні підійшов як лідер і на дистанції 200 метрів, проте, внаслідок харчового отруєння, зміг виграти лише в естафеті 4x400 метрів.
Тріумфальним став виступ Майкла Джонсона на домашній Олімпіаді в Атланті (1996), де він переміг на обох своїх улюблених дистанціях (200 м і 400 м) і встановив світовий рекорд у бігу на 200 метрів – 19.32 с. В 1999 році, маючи 32 роки Джонсон встановив унікальний світовий рекорд в бігу на 400 метрів — 43.18 с.
Джонсон завершив кар'єру у 2000 році після того, як виграв фінал бігу на 400 метрів на сіднейській Олімпіаді. Також у 2000 році Джонсон разом з партнерами виграв золото в естафеті 4х400 метрів, але у 2008 році команду США дискваліфікували.

## Цікаві факти
Майкл Джонсон виділявся неповторним стилем бігу: тулуб відхилений назад, а бігові кроки відносно невеликої довжини.

## Особисті рекорди
| Дистанція               | Час   | Дата       | Місце            |
| ----------------------- | ----- | ---------- | ---------------- |
| 100 м                   | 10.09 | 15-06-1994 | Ноксвіль, США    |
| 200 м                   | 19.32 | 11-08-1996 | Атланта, США     |
| 300 м                   | 30.85 | 04-03-1995 | Преторія, ПАР    |
| 400 м (світовий рекорд) | 43.18 | 26-08-1999 | Севілья, Іспанія |
| 400 м у приміщенні      | 44.63 | 04-03-1995 | Атланта, США     |

## Виноски
1. ↑  Команду США позбавили золотої медалі [Архівовано 8 серпня 2008 у Wayback Machine.] (рос.)
2. ↑  найвище світове досягнення